# Buxèntum
Buxèntum (en llatí: Buxentum), anomenada també pel seu nom grec Pixunt (grec antic: Πυξοῦς, Pyxûs), era una ciutat de la costa oest de Lucània, situada al golf de Policastro (antigament anomenat golf de Laos).
Era una colònia grega que va ser fundada possiblement l'any 470 aC per colons de Règion enviats pel tirà Mícit, successor d'Anaxilau, segons Diodor de Sicília i Estrabó. Però per les monedes existents se sap que ja hi havia una ciutat grega abans d'aquesta data, probablement una colònia de Siris. La nova colònia no va durar gaire temps i quan la regió va ser conquerida pels romans hi van establir l'any 197 aC una colònia que es va completar el 194 aC. Segons Titus Livi, el 186 aC va caldre una nova arribada de colons perquè la població no s'havia consolidat. Era una ciutat de poca importància sense més mencions a la història, però que va obtenir el rang municipal.
L'any 501 apareix com a seu d'un bisbe. Es correspon amb la població moderna de Policastro Bussentino (Salern), a la vora del riu Busento i prop del promontori anomenat Capo degli Infreschi. El nom apareix des del segle xi. Es conserven algunes ruïnes i un parell d'inscripcions del regnat de Tiberi.